# Дренов (Болгария)
Дренов (болг. Дренов) — село в Болгарии. Находится в Ловечской области, входит в общину Ловеч. Население составляет 386 человек.

## Политическая ситуация
В местном кметстве Дренов, в состав которого входит Дренов, должность кмета (старосты) исполняет Никола Вырбанов Тодоров (Болгарская социалистическая партия (БСП)) по результатам выборов.
Кмет (мэр) общины Ловеч — Минчо Стойков Казанджиев (Болгарская социалистическая партия (БСП)) по результатам выборов.